# Heřmanice v Podještědí
Heřmanice v Podještědí (německy Hermsdorf) je vesnice spadající pod město Jablonné v Podještědí v okrese Liberec.

## Historie
První zmínka o sídle, jehož zástavba je typem dlouhé lánové vsi, je z roku 1375. Do doby před druhou světovou válkou byly Heřmanice obydleny převážně německým obyvatelstvem. Většina z nich byla po válce ze svých domovů vysídlena, čímž došlo téměř k úplnému vylidnění a obec dodnes nedosáhla původního počtu obyvatel.
Během procesu integrace obcí se staly Heřmanice v roce 1980 částí městečka Jablonné v Podještědí a spolu s ním byly k 1. lednu 2007 převedeny z okresu Česká Lípa do dopravně bližšího okresu Liberec.

## Pamětihodnosti
- Falkenberk – zřícenina hradu

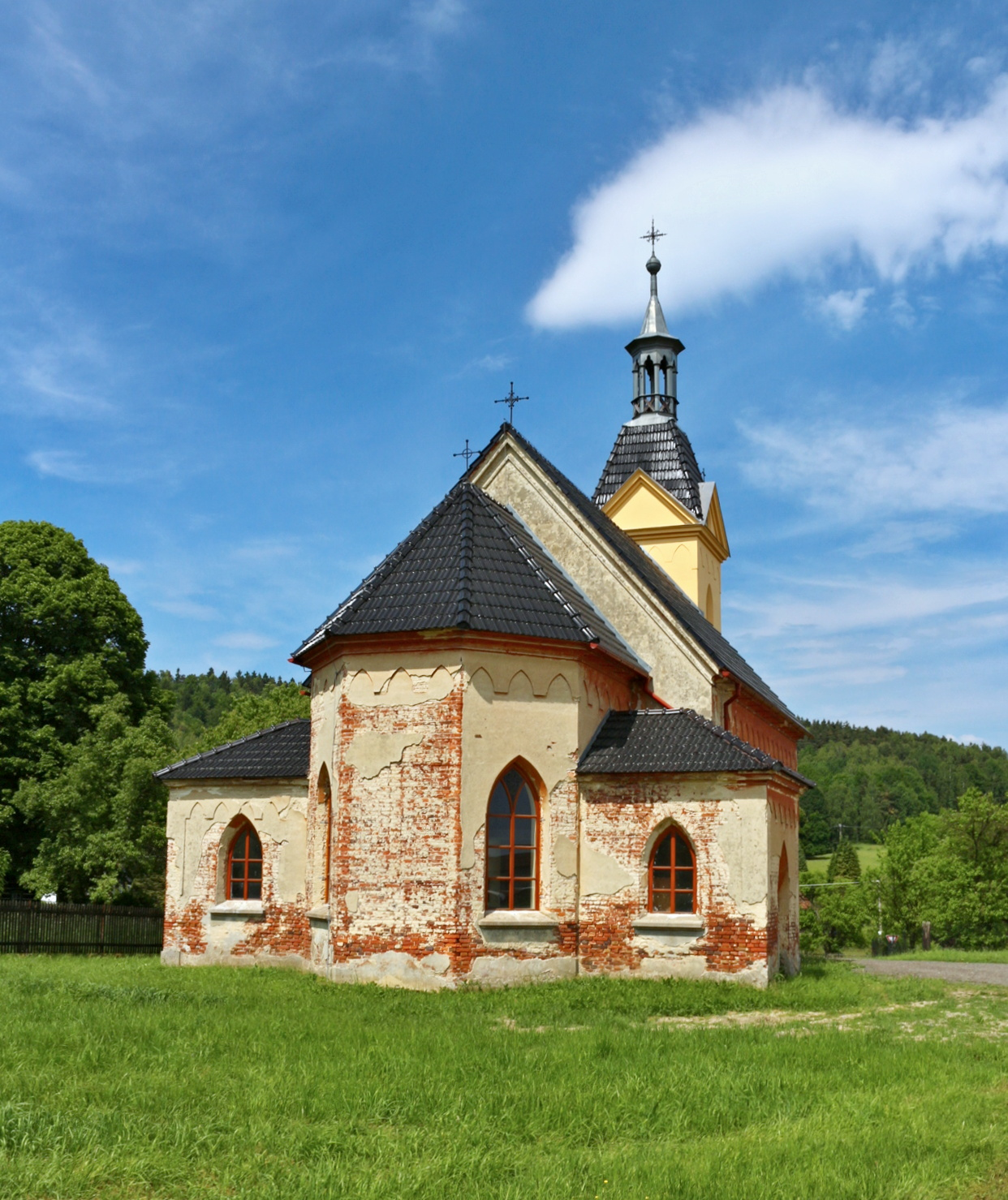
Kostel svatého Antonína Paduánského v Heřmanicích

- Kostel svatého Antonína – novogotický objekt německého kostelíka prochází postupnou rekonstrukcí, byla opravena střecha a omítnuta věž kostela, další stavební práce probíhají také v interiéru kostela (stav v červnu 2017)
- Barokní socha sv. Jana Nepomuckého před kostelem
- Památník obětem první světové války odhalený roku 1927 (poničený dosídlenci, chybí deska se jmény osob)[6]